# Yuya
Yuya (a vegades anomenat Iouiya, també conegut com a Yaa, Ya, Yiya, Yayi, Yu, Yuyu, Yaya, Yiay, Yia i Yuy) fou un poderós cortesà egipci que va viure durant la dinastia XVIII d'Egipte (al voltant de l'any 1390 aC). Estava casat amb Tjuyu, una noble egípcia associada amb la família reial, que va desenvolupar alts càrrecs en les jerarquies governamentals i religioses.

## Descendència
Hi ha fonts que afirmen que el matrimoni va tenir la següent descendència:
- Tiy
- Anen
- Ay

Hi ha fonts que diuen que Yuya i Tjuyu poden haver estat els pares d'Ay, un noble egipci actiu durant el regnat del faraó Akhenaton, que finalment es va convertir en faraó, com a Kheperkheprure Ay. No n'hi ha proves concloents, però, en relació amb el parentiu de Yuya i Ay, tot i que certament, ambdós homes provenien de la ciutat de Akhmim. Tanmateix, es coneix que Yuya i Tjuyu i també tenien un fill anomenat Anen, que va portar els títols canceller del Baix Egipte, segon profeta d'Amon, SM-sacerdot d'Heliòpolis i Pare Diví.

## Carrera
Yuya va servir com a assessor clau per Amenhotep III, i va ostentar el càrrec de "Tinent del Rei" i "Cap de la cavalleria"; el seu títol de "pare de déu" possiblement, a què es refereix específicament al seu ésser padrastre d'Amenhotep. A la seva ciutat natal, Akhmin, Yuya era un profeta de Min, el déu principal de la zona, i tanmateix va servir com la deïtat de "Superintendent de Bestiar".